# Astrea Barrios
Astrea Barrios García, más tarde conocida como Esther Barrios (Valle de Trápaga, Vizcaya, 27 de noviembre de 1914 - Bermeo, 23 de junio de 2016) fue una política, periodista y activista feminista vasca.

## Biografía
Nació en una familia de tradición socialista. Su padre era uno de los fundadores del Partido Socialista Obrero Español (PSOE)  y de la Unión General de Trabajadores (UGT) en La Arboleda.  A los 15 años empezó a estudiar costura en Baracaldo. Más tarde trabajó como costurera en Bilbao.

### Militancia
Estando en Bilbao, se afilió a las Juventudes Socialistas Unificadas (JSU) de Vizcaya en 1934, y ese mismo año fue detenida tras una manifestación contra el gobierno y una serie de enfrentamientos entre jóvenes socialistas y tradicionalistas en Basauri.
Trabajó como periodista para el boletín Euskadi Roja editado por el Partido Comunista. Entre 1931 y 1933 publicó varios artículos sobre feminismo y doctrina socialista en la revista Renovación.
Fue secretaria de la mujer de las Juventudes Socialistas de Vizcaya y en abril de 1934 asumió la presidencia del Círculo Femenino de Bilbao. El grupo se mantuvo hasta el comienzo de la guerra civil, en que se integraron en la Asociación de Mujeres Antifascistas [AMA].  Barrios fue miembro del equipo editorial de la revista Mujeres, que editaba esta asociación. Internamente, fue crítica con esta organización:

“..(el) feminismo auténtico que proponía la AMA era el que estimulaba a una chica a coser ropa para los milicianos, elevar la moral de los heridos o sustituir en el trabajo a sus camaradas varones para que pudieran ir al frente..”.

En 1935 viajó a la Rusia soviética, profundizando sus conocimientos en política y sindicalismo.

### Guerra civil
En el verano de 1936, se cree que participó en el Batallón Amuategi, de la Columna Meabe como otros miembros de las JSU. Trabajó como enfermera en el Hospital de Sangre del Alto de Urkiola.
El 17 de febrero de 1937, en la sede de las JSU de Vizcaya, sita en la calle Arenal de Bilbao, Astrea Barrios, como representante de las Mujeres de las JSU, estuvo presente en una reunión de altos mandos de las milicias, comisarios políticos y periodistas vinculados a organizaciones juveniles socialistas y comunistas. . Durante la reunión, estalló un obús que permanecía guardado en recuerdo de la batalla de Villarreal de Álava. Murieron tres personas, Agustín Zapirain Aginaga, uno de los fundadores del Partido Comunista del País Vasco; el Secretario de las Juventudes Comunistas de España, Trifón Medrano y Luis Rodríguez Cuesta, miembro de la comisión ejecutiva de las JSU. Los demás resultaron heridos de gravedad. Astrea fue trasladada al Hospital de Basurto, donde le tuvieron que amputar un pie.

### Exilio
Cuando Bilbao cayó en manos de los fascistas, huyó a Santander y de allí a Francia. A comienzos de 1938, participó en el Pleno conjunto de las JSU y del Comité Central del Partido Socialista de Euskadi celebrado a finales de enero, en el que fue Barrios fue elegida miembro de la junta provisional que debía elegir a la nueva ejecutiva de las JSU.
Cuando esta terminó, ella y su marido se trasladaron a vivir a Burgos, a Melgar de Fernamental, donde su marido ejerció como médico. Cambió su nombre por el de Esther Barrios.

## Reconocimiento
- En abril de 2009, el Partido Socialista de Burgos le rindió homenaje.